# Jack Yerman
Jack Lloyd Yerman (Oroville, 5 de fevereiro de 1939) é um ex-velocista e campeão olímpico norte-americano.
Vencedor das seletivas olímpicas americanas dos 400 m para os Jogos Olímpicos de Roma 1960, nas Olimpíadas propriamente ditas só conseguiu chegar às semifinais da prova individual.  Ainda em Roma, porém,  conquistou a medalha de ouro integrando o revezamento 4x400 m junto com Glenn Davis, Earl Young e Otis Davis, que quebrou o recorde mundial – 3min02s37. No ano anterior havia conquistado uma medalha de prata também integrando o 4x400 m americano nos Jogos Pan-americanos de Chicago.
Atualmente vive em Paradise, na Califórnia, onde é professor aposentado do ensino secundário e pai de quatro filhos.